# Ян Цзэнсинь
Ян Цзэнси́нь (кит. упр. 杨增新, пиньинь Yáng Zēngxīn; 6 марта 1859 — 7 июля 1928) — губернатор, а затем фактически независимый правитель китайской пограничной провинции Синьцзян с начала XX века до самой своей смерти от рук заговорщиков в 1928 году. Активно развивал связи и торговлю с СССР.
Его смерть также привела к существенному резонансу и даже к восстанию.

## Биография
Благодаря одновременной нестабильности в Китае и России, а также пограничному положению своей провинции был вовлечён в большую политику. Он смог добиться такой власти, какой не обладал ни один предыдущий губернатор Синьцзяна.
После революции 1911 года Ян Цзэнсинь стал губернатором провинции Синьцзян.
Во время гражданской войны в России Ян занимал двойственную позицию по отношению к новому советскому государству. С одной стороны, он с опаской относился к идеям революции, антиколониальной борьбы и национального самоопределения, исходившим от советского государства. Поэтому он запретил в своей провинции все газеты, закрыл множество новых китайских школ, открытых в начале XX века, и разрешил консервативным мусульманам нападать на школы джадидов. С другой стороны, он пытался установить отношения с советскими властями и использовать их в своих интересах. В 1920-21 годах в Синьцзян прибыли разбитые белые войска Дутова, Бакича и Анненкова. Некоторые из белогвардейцев были разоружены и интернированы, некоторым было предложено безопасное возвращение, в то время как других, бежавших в Алтайские горы, преследовали на китайской территории с помощью войск РККА.
Он признал российское экономическое доминирование в Синьцзяне, одновременно заключая временную торговую сделку, в соответствии с которой были созданы советские консульства в Илийской долине и два китайских консульства в Семипалатинске и Верхнеудинске . Китайское правительство изначально отрицало влияние непризнанного соглашения, но позже приняло его. В 1924 году советские экономические преимущества перед Синьцзяном были расширены новым соглашением, в соответствии с которым были также созданы советские консульства в Урумчи, Кульдже, Чугучаке, Шара-Сумэ и Кашгаре. В свою очередь, китайские консульства были открыты в Ташкенте, Алма-Ате, Зайсане и Андижане. Китайские чиновники действовали независимо от правительства Китая, выполняя приказы Урумчи.